# Wawrzyszew (Warszawa)
Wawrzyszew – osiedle i obszar MSI w dzielnicy Bielany w Warszawie.

## Położenie
Według MSI Wawrzyszew jest położony pomiędzy:
- ul. Kasprowicza od północy,
- al. Reymonta – ul. Oczapowskiego od wschodu,
- ul. Wólczyńską z cmentarzem Wawrzyszewskim po drugiej stronie ulicy od południa,
- ul. Nocznickiego od zachodu.

Rejon wyznaczony przez MSI obejmuje jedynie Stary Wawrzyszew i cmentarz Wawrzyszewski, nie obejmuje natomiast Nowego Wawrzyszewa, który znalazł się w obrębie Chomiczówki. Osiedle Wawrzyszew kończy się wcześniej niż rejon – bo na ulicy Sokratesa.

## Historia

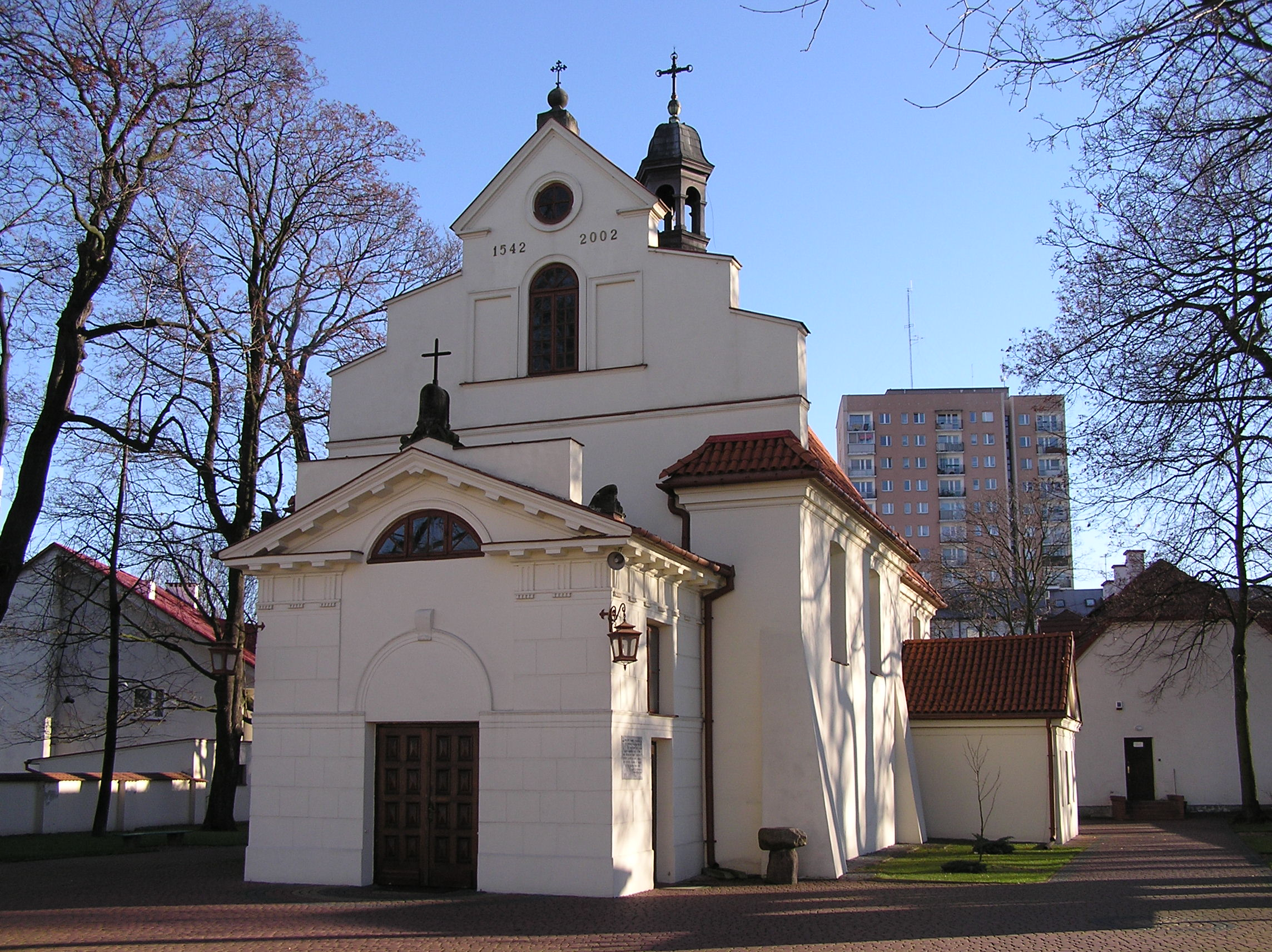
Kościół św. Marii Magdaleny

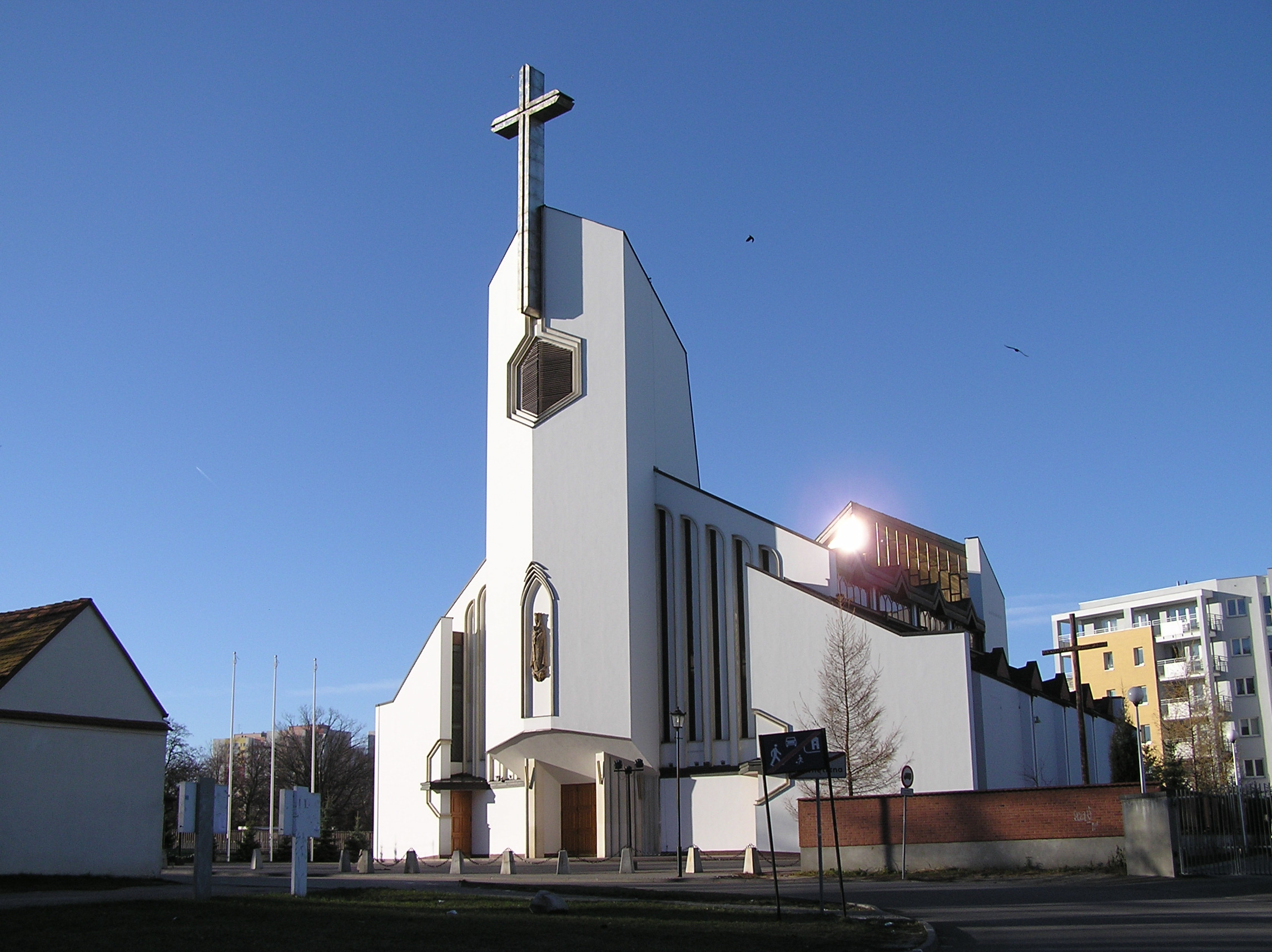
Kościół pw. Maryi Matki Zawierzenia

- XIV w. pierwsze wzmianki o osadzie szlacheckiej Wawrzeńszewo,
- 1408 osada podlega wójtowi Starej Warszawy z nadania księcia Janusza Starszego
- 20 sierpnia 1542 erygowanie parafii pw. św. Marii Magdaleny na Wawrzyszewie (budowę kościoła – dzisiejszego prezbiterium – ukończono w 1548, korpus nawowy dobudowano w XVIII w, w 1826 dzwonnicę i plebanię, kruchtę w roku 1830), pierwotnie fundacji nadwornego lekarza króla Zygmunta Augusta, Baltazara Smosarskiego
- XVI w. Wieś szlachecka Wawrzyszewo położona była w drugiej połowie XVI wieku w powiecie warszawskim ziemi warszawskiej województwa mazowieckiego[3].
- 1777 Wawrzyszew należy do warszawskich benedyktynek i liczy około 20 domów
- 1794 wieś zostaje spustoszona w czasie insurekcji kościuszkowskiej
- 1819 przejęcie wsi przez Instytut Agronomiczny z Marymontu i prace melioracyjne, powstanie tzw. Stawów Brustmana i słynna w owym czasie hodowla owiec
- 1820 istnieje tu dwór otoczony z 3 stron kanałem i od północy stawem (na wprost wylotu dzisiejszej ul. Aspekt między kościołem a ul. Wolumen) – zachowana do dziś zachodnia odnoga kanału i staw
- 1830 założenie Cmentarza Wawrzyszewskiego
- koniec XIX w. własność carskiego generała A. Patkulowa
- 1944 w trzecim dniu powstania warszawskiego Niemcy pacyfikują Wawrzyszew. Ginie ponad 30 mieszkańców, a pozostali zostają wysiedleni.
- 1951 włączenie Wawrzyszewa do Warszawy do dzielnicy Żoliborz
- lata 70. XX w. budowa osiedla mieszkaniowego Warszawskiej Spółdzielni Mieszkaniowej (projektu Ryszarda Tomickiego) i prawie całkowite zniszczenie układu starych ulic
- 1994 włączenie Wawrzyszewa do gminy Bielany
- 1996 konsekrowanie nowego kościoła pw. Maryi Matki Zawierzenia na Wawrzyszewie
- 2002 włączenie Wawrzyszewa do dzielnicy Bielany.

## Ważniejsze obiekty

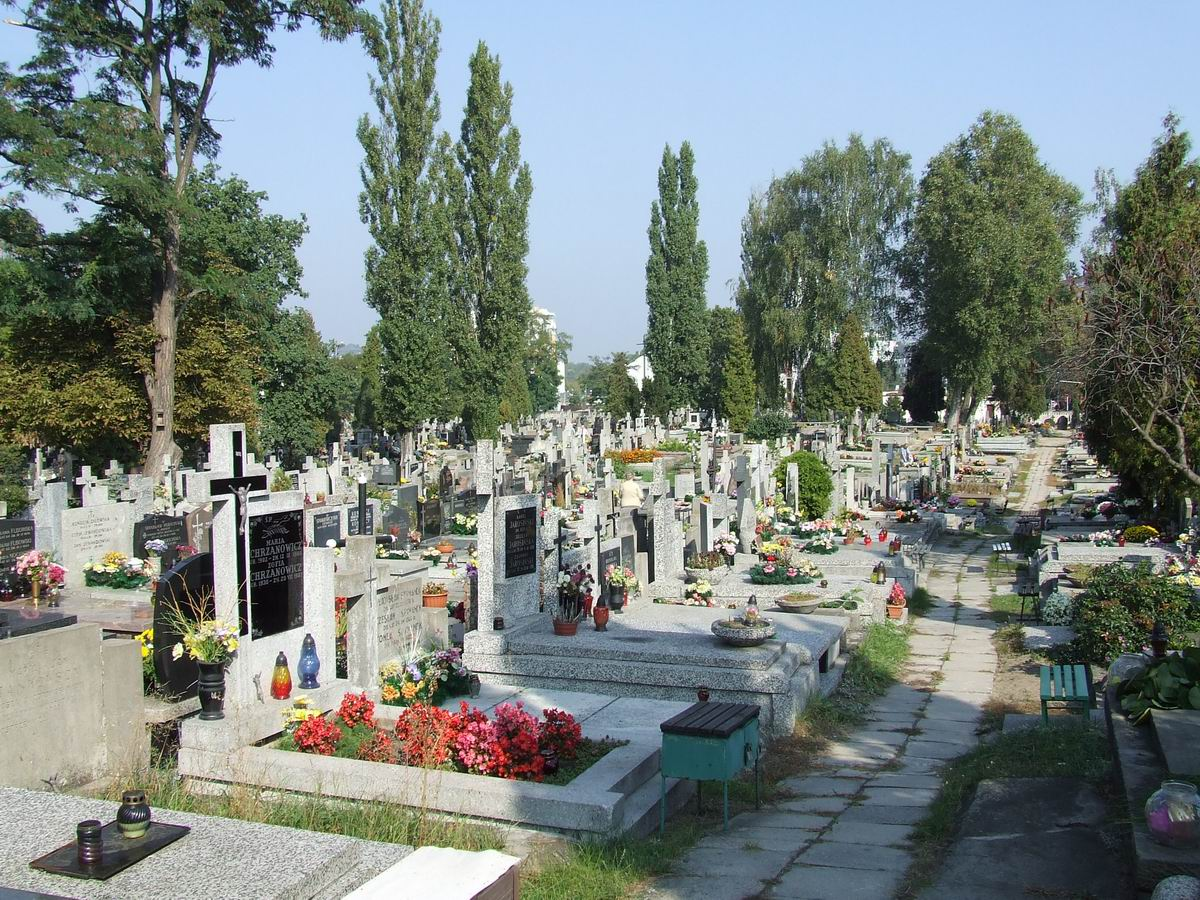
Cmentarz Wawrzyszewski

- Parafia pw. św. Marii Magdaleny
- Cmentarz Wawrzyszewski
- Bazar Wolumen
- Stacja metra Wawrzyszew